# شبه جزيرة هانكو
شبه جزيرة هانكو (بالفنلندية: Hankoniemi؛ بالسويدية: Hangö udd) وتُنطق هانغو أيضًا، هي أقصى نقطة في جنوب البر الرئيسي الفنلندي. تغطيها تربة عبارة عن ركام رملي، وهي آخر طرف من سلسلة جبال سالباوسيلكا، ويتكون الغطاء النباتي بها أساسًا من الصنوبر والشجيرات المنخفضة. تشتهر شبه الجزيرة بأرخبيلها الجميل وشواطئها الرملية الطويلة.
تقع بلدة هانكو وميناء هانكو في شبه الجزيرة أيضًا.